# Kemi
Kemi (en same du Nord : Giepma) est une ville située au fond du golfe de Botnie, à l'embouchure du fleuve Kemijoki, en Laponie finlandaise.

## Géographie
Par la superficie, c'est la plus petite municipalité de la province de Laponie, mais sa situation privilégiée au fond du golfe de Botnie et à l'embouchure du fleuve Kemijoki a été la raison de son développement.
Les communes voisines sont Simo et Keminmaa.

## Démographie
La population de la ville a culminé à plus de 30 000 habitants dans les années 1960.
| 1987   | 1990   | 1997   | 2000   | 2002   |
| ------ | ------ | ------ | ------ | ------ |
| 25 984 | 25 374 | 24 485 | 23 689 | 23 236 |

| 2004   | 2006   | 2012   | 2015   | 2020   |
| ------ | ------ | ------ | ------ | ------ |
| 22 907 | 22 835 | 22 279 | 21 770 | 20 586 |

## Politique
En raison de son caractère très industriel, Kemi est politiquement dominée par les partis de gauche, l'Alliance de gauche et le Parti social-démocrate comptant à eux deux 26 sièges sur 43 au conseil municipal (sans compter d'autres petites formations d'extrême-gauche).
Le 18 août 1949, des incidents très violents éclatent à Kemi qui dégénèrent en un affrontements entre la police et les syndicalistes. Deux ouvriers sont tués et de nombreux autres blessés. Ce Jeudi sanglant (Kemin veritorstai en finnois), suivi de la proclamation dans la ville de la loi martiale, entraînera une vague de grèves dans les usines du pays et menacera un temps la stabilité de la démocratie finlandaise, déjà fragilisée par l'humiliation de la Guerre de continuation et la pression exercée par l'Union soviétique.

### Élections législatives
Résultats des élections législatives finlandaises à Kemi:
| Voix                                                       | Sièges    | Sièges | Sièges | Sièges | Sièges | Sièges | Sièges | Sièges | Sièges | Sièges | Sièges |
| Voix                                                       | SKDL Vas. | SDP    | Kok.   | LKP    | Kesk.  | SKL KD | SMP PS | Vihr.  | SKP    | KTP    | Autres |
| 1972                                                       | 18        | 12     | 4      | 3      | 3      | 1      |        |        |        |        |        |
| 1976                                                       | 20        | 10     | 5      | 4      | 3      | 1      | --     |        |        |        |        |
| 1980                                                       | 20        | 11     | 3      | 4      | 4      | 1      | --     |        |        |        | --     |
| 1984                                                       | 19        | 12     | 5      |        | 6      | 1      | --     |        |        |        |        |
| 1988                                                       | 14        | 12     | 4      | 1      | 7      | 1      |        |        |        |        | 4a     |
| 1992                                                       | 18        | 14     | 4      | 2      | 4      | --     |        | 1      |        | --     |        |
| 1996                                                       | 17        | 13     | 6      | 2      | 5      | --     |        |        |        | --     |        |
| 2000                                                       | 15        | 11     | 5      | 1b     | 8      | 1      |        | --     | 1      | 1      |        |
| 2004                                                       | 15        | 13     | 5      | --     | 8      |        |        | --     | 1      | 1      |        |
| 2008                                                       | 16        | 11     | 6      |        | 8      | --     | 1      | 1      | --     | --     |        |
| 2012                                                       | 15        | 10     | 6      |        | 7      | --     | 4      | 1      | --     | --     | --     |
| Sources: Tilastokeskus, Oikeusministeriö                   |           |        |        |        |        |        |        |        |        |        |        |
| a Alternative démocratique b Kemin Liberaalien Yhteislista |           |        |        |        |        |        |        |        |        |        |        |

### Conseil municipal
| Parti                             | Parti                  | Résultats 2012 | Sièges 2012-2016 | Résultats 2021 | Sièges 2021-2025 |
| --------------------------------- | ---------------------- | -------------- | ---------------- | -------------- | ---------------- |
|                                   | Alliance de gauche     | 32,3 %         | 15               | 26,9 %         | 12               |
|                                   | Parti social-démocrate | 23,6 %         | 10               | 29,3 %         | 13               |
|                                   | Parti du centre        | 16,8 %         | 7                | 15,7 %         | 7                |
|                                   | Kokoomus               | 13,3 %         | 6                | 11,3 %         | 5                |
|                                   | Vrais Finlandais       | 8,7 %          | 4                | 12,0 %         | 5                |
|                                   | Ligue verte            | 2,3 %          | 1                | 2,3 %          | 1                |
| Sources : tulospalvelu.vaalit.fi, |                        |                |                  |                |                  |

## Économie
Dès le milieu du XIXe siècle, les industries liées au bois s'installent dans la région. Aujourd'hui, Kemi compte encore deux importantes usines de pâte à papier (Metsä Fibre et Stora Enso), et une usine (de la compagnie Outokumpu) qui traite le minerai de chrome extrait de la mine voisine de Keminmaa, seule mine de chrome d'Europe.
La ville connaît d'importantes difficultés financières, au point qu'en avril 2007, tous les fonctionnaires municipaux ont dû être mis au chômage technique pendant deux semaines. Cette situation serait due à des coûts médicaux spécialisés qui sont trop élevés et à un rendement fiscal de l'industrie toujours plus bas.

## Transports

### Transports ferroviaires

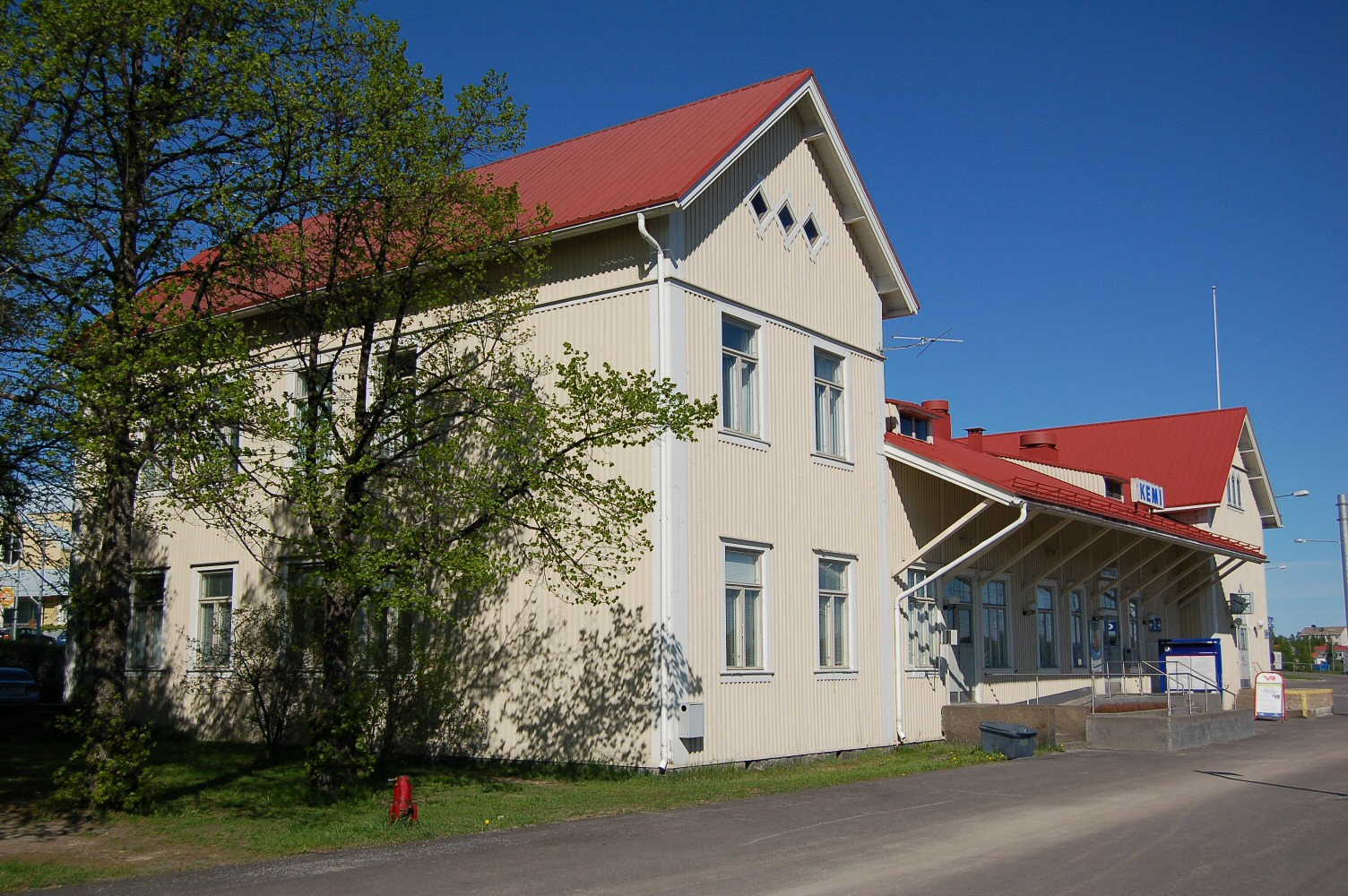
La gare de Kemi.

La gare de Kemi  est desservie par la ligne d'Oulu à Tornio et par la ligne de Rovaniemi.
La gare de Kemi est une étape sur la ligne entre la capitale, Helsinki, et la Laponie.
Il y a au moins trois liaisons quotidiennes avec Helsinki.
La gare est gérée par la compagnie nationale finlandaise VR-Yhtymä Oy.

### Transports aériens
La ville est desservie par l'aéroport de Kemi-Tornio.

### Transports routiers
Kemi est traversée par la  route nationale 4 qui mène d'Helsinki à Utsjoki et par la route nationale 29 qui va de Keminmaa à Tornio.
Le port d'Ajos est accessible par la seututie 920.

### Transports maritimes
Le Port de Kemi désigne deux zones portuaires pour le transport de fret.

## Culture

### Éducation
La ville de Kemi abrite l'université de sciences appliquées de Laponie. Créée en 1992, elle accueille 2 100 étudiants et compte trois départements : économie et culture, santé et services sociaux, technologies.

### Musique
Kemi est aussi reconnu pour avoir donné naissance au groupe de power metal réputé mondialement, Sonata Arctica.

## Lieux et monuments

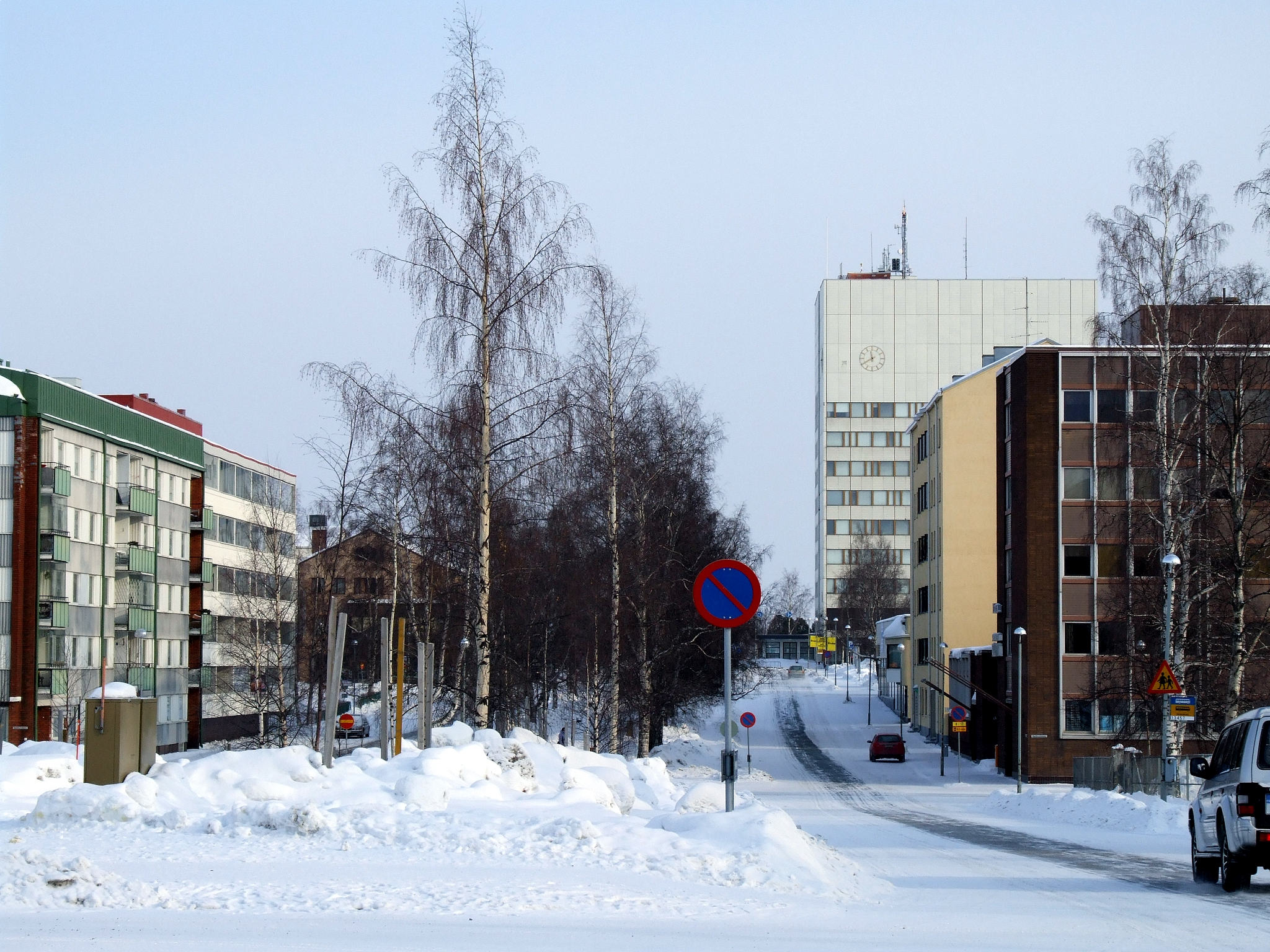
La rue Meripuistokatu et l'Hôtel de ville.

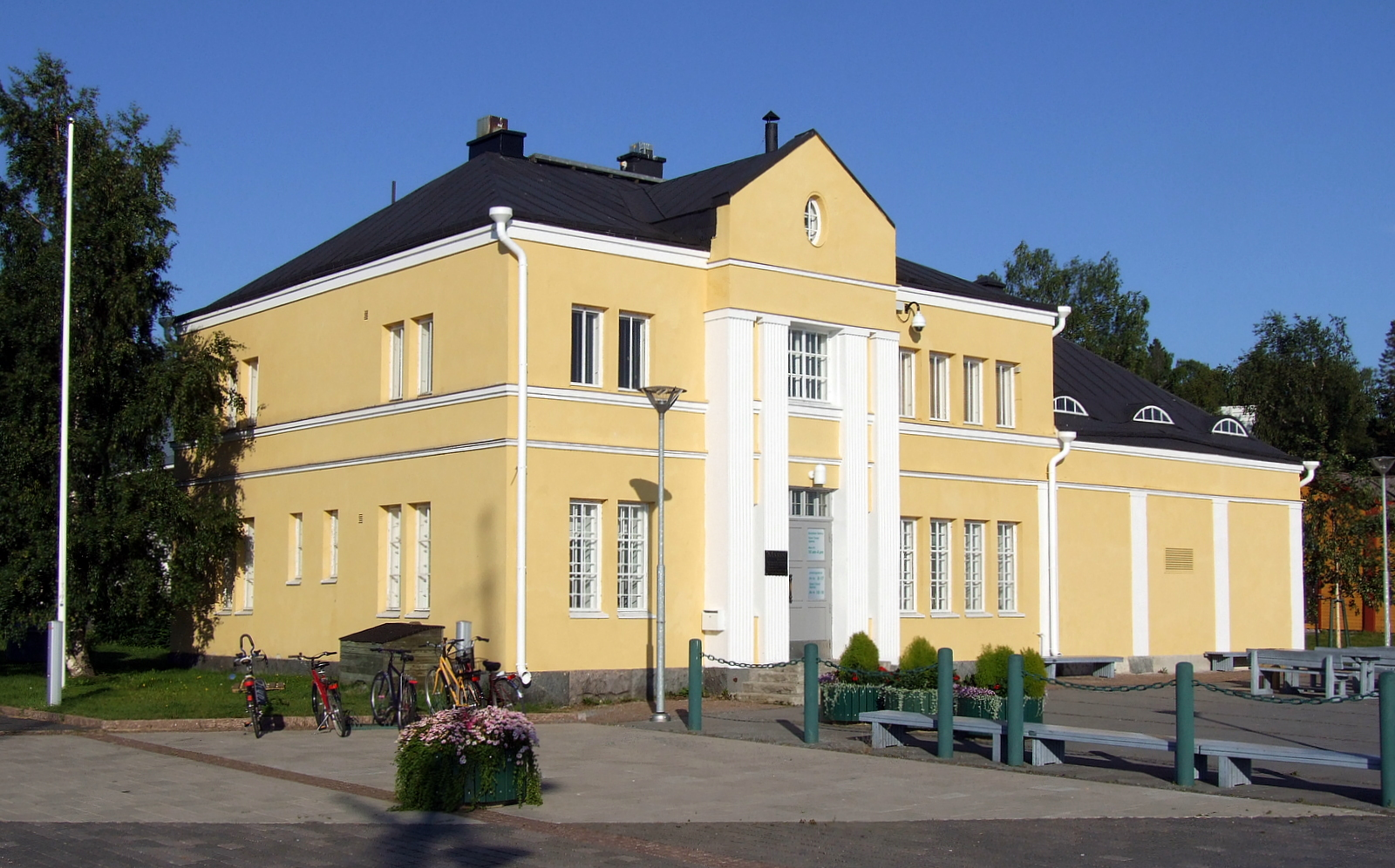
La galerie de pierres précieuses dans un bâtiment de Valter Thomé.

| Carte de lieux et monuments de Kemi                                                     |
| Carte interactive de lieux et monuments de Kemi Tornio (cliquer pour voir les détails). |

### La galerie de pierres précieuses
La plus importante attraction touristique de la ville est la galerie de pierres précieuses qui contient environ 3 000 pierres précieuses, un atelier d'orfèvrerie et une documentation sur l'origine et l'entreposage de ces pierres. Les pièces les plus connues sont une réplique de la couronne de la reine Élisabeth II très fidèle à l'originale, ainsi que la couronne de Finlande réalisée pour et portée par l'unique roi de Finlande, Frédéric de Hesse. Les heures d'ouverture de la galerie varient en fonction de la période de l'année.

### L'hôtel de ville
L'hôtel de ville de Kemi est terminé en 1940 d'après les plans de l'architecte Bertel Strömmer. Les étages supérieurs de ce bâtiment de 51 mètres de haut font fonction de château d'eau.
Lors de la guerre de Laponie de 1944, les troupes allemandes ont tenté, sans succès, de faire sauter le bâtiment.
L'hôtel de ville a été agrandi et rehaussé d'un étage en 1967 où se trouvent désormais un café et une terrasse donnant une vue sur la région.

### Le brise-glace Sampo
Dans le port de Kemi se trouve le brise-glace Sampo, construit en 1961. Il mesure 75 mètres de long pour 17,4 mètres de large, pèse 450 tonnes et peut atteindre une vitesse maximale de seize nœuds sur des eaux libres de glace. Il n'est plus en fonction et a été reconverti en luxueux bateau de croisière pouvant accueillir jusqu'à 150 personnes. Durant l'hiver, on peut faire des croisières de deux à six heures sur la mer Baltique gelée. En été, le bateau reste au port, mais peut être visité et le restaurant est également ouvert.

### Le château de glace
Le château de glace de Kemi, construit chaque année avec une architecture différente depuis 1996, est le plus grand château de glace (en) au monde.
En 2008, il abrite un restaurant pour 200 personnes et 57 lits.

### Églises
- Église de Kemi
- Chapelle de Paattionlehto

| Carte de lieux et monuments de Kemi Tornio                                              |
| Carte interactive de lieux et monuments de Kemi Tornio (cliquer pour voir les détails). |

## Sports
Kemi abrite la piscine de Kemi.
La ville compte un club de football, le PS Kemi, qui évolue en première division depuis 2016.

## Jumelages
Kemi est jumelée avec :
| Ville | Ville             | Pays | Pays        | Période     |
| ----- | ----------------- | ---- | ----------- | ----------- |
|       | Kohtla-Järve      |      | Estonie     |             |
|       | Liptovský Mikuláš |      | Slovaquie   |             |
|       | Luleå             |      | Suède       |             |
|       | Newtownards       |      | Royaume-Uni |             |
|       | Székesfehérvár,   |      | Hongrie     | depuis 1957 |
|       | Tanga             |      | Tanzanie    | depuis 2007 |
|       | Tromsø (en)       |      | Norvège     |             |
|       | Wismar            |      | Allemagne   |             |
|       | Wuhan             |      | Chine       |             |

## Personnalités
- Paavo Aaltonen
- Mika Halvari
- Sanna Lankosaari
- Väinö Perttunen
- Per Olof Ultvedt
- Paavo Väyrynen
- Reima Virtanen
- Antti Atamila
- Tony Kakko
- Hannu Tihinen
- Paavo Aaltonen

## Galerie

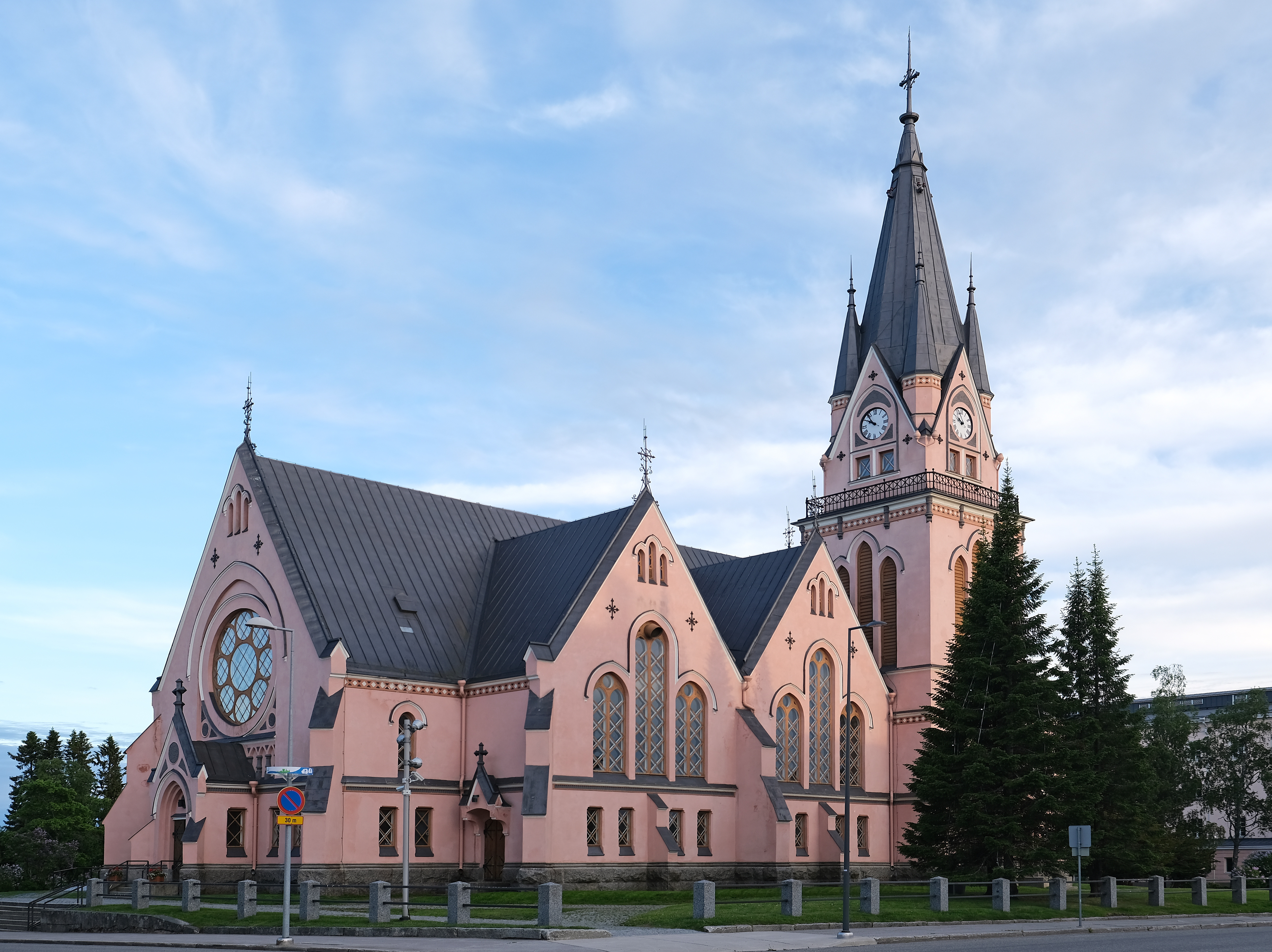
L'église de Kemi.
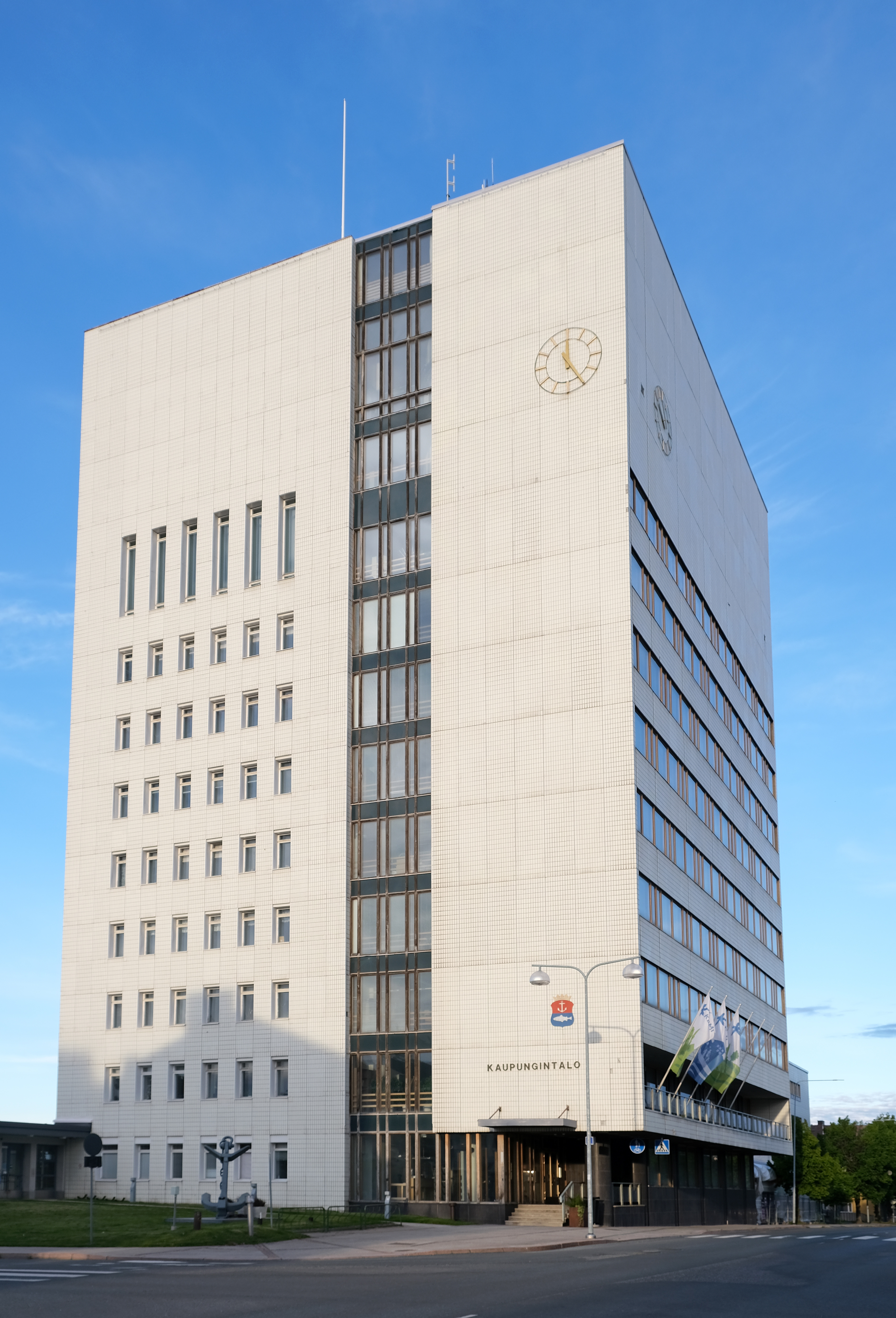
La mairie de Kemi.
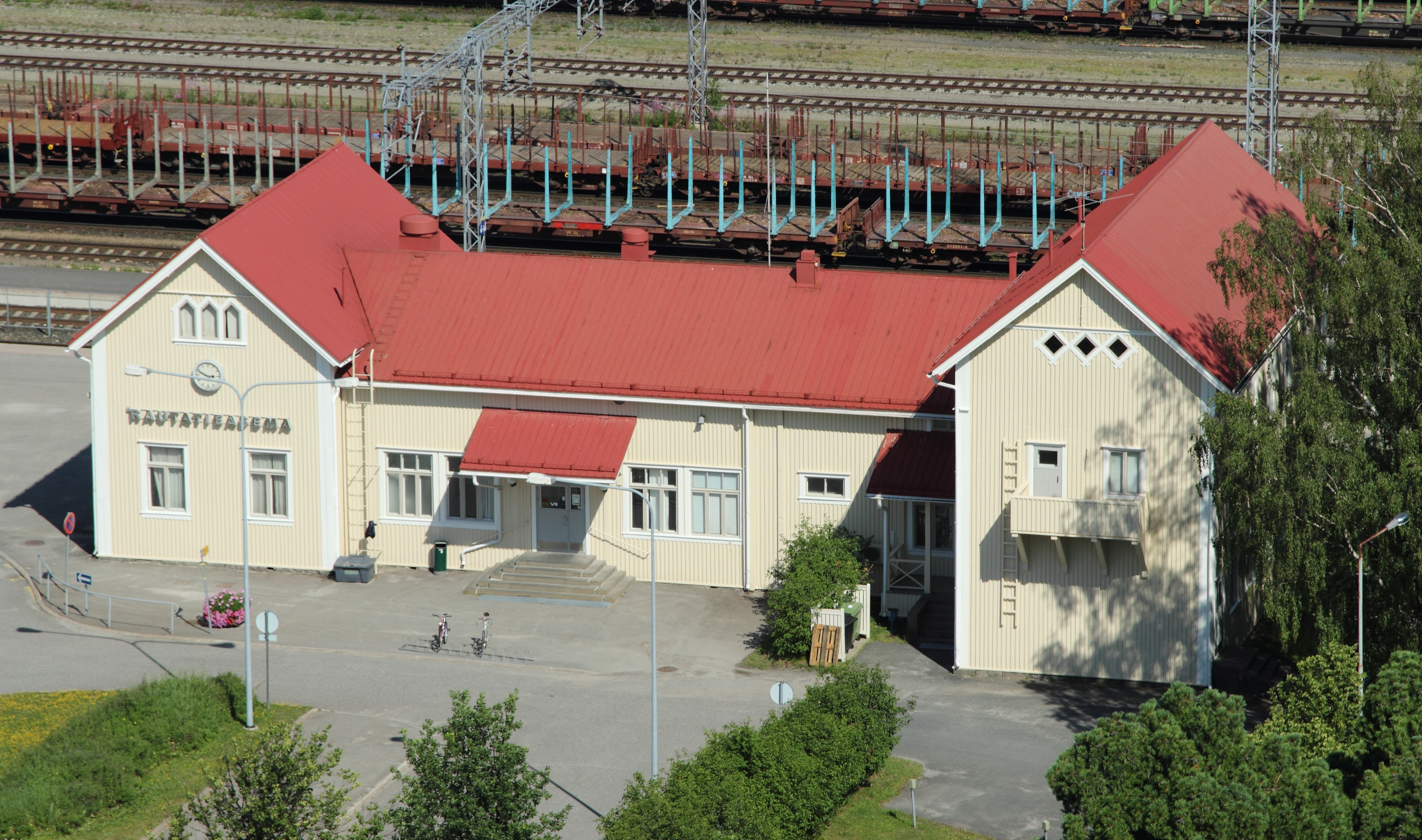
La gare de Kemi.
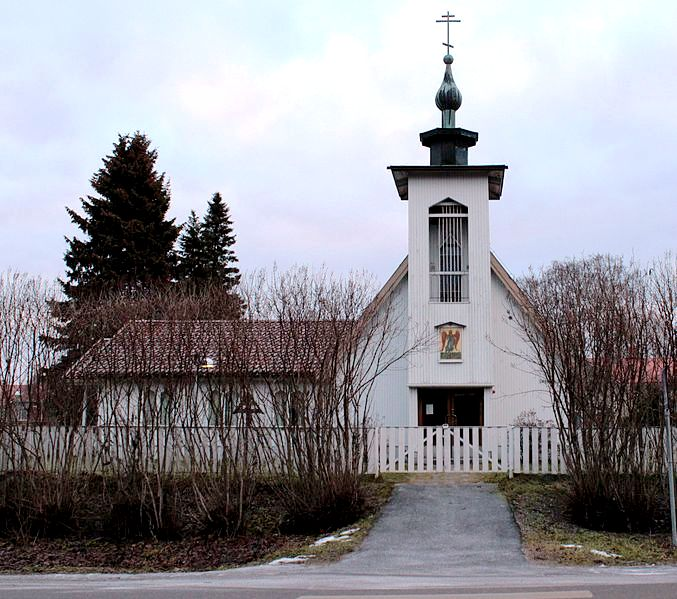
Église orthodoxe Saint-Jean (fi)
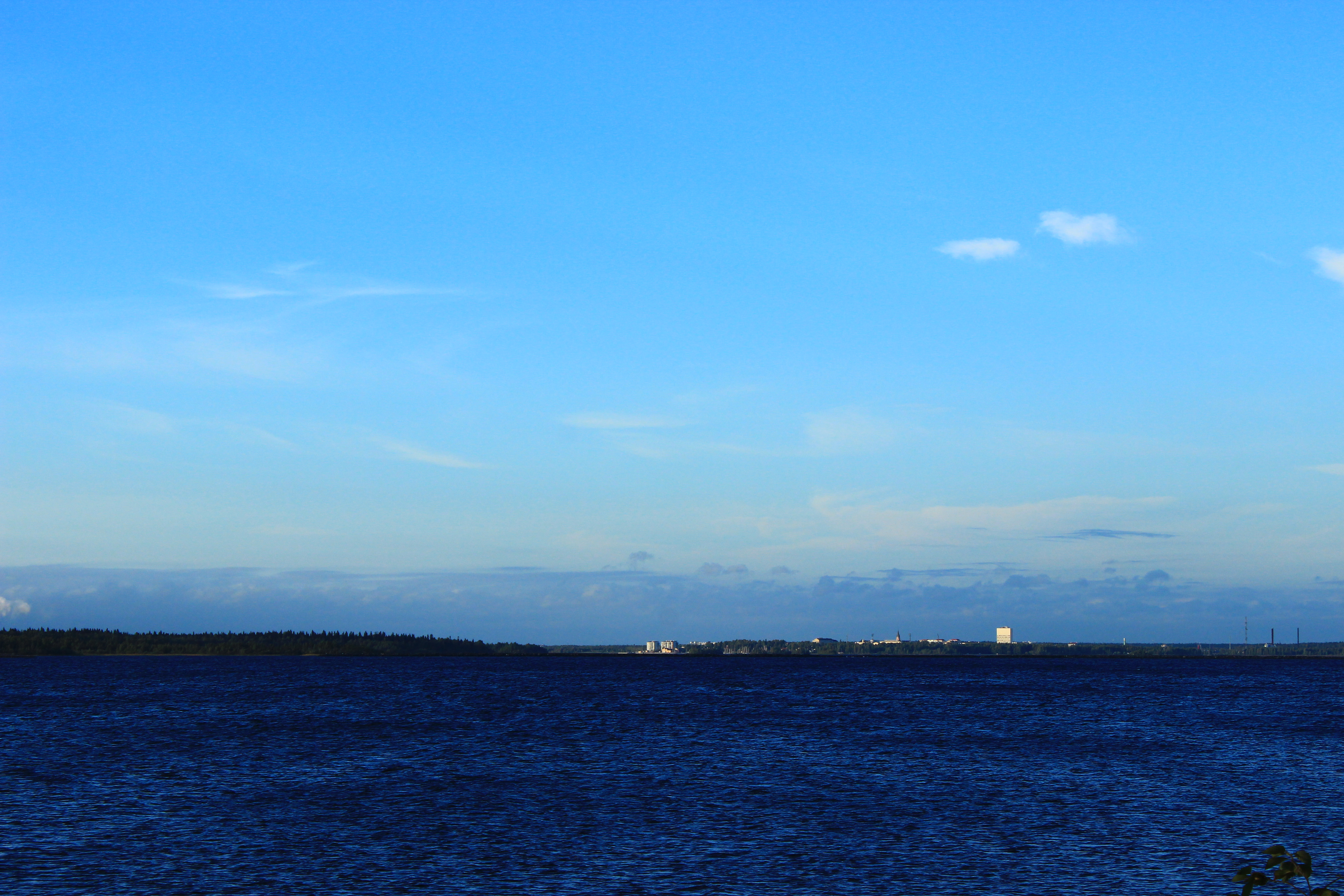
Kemi vue de la mer.
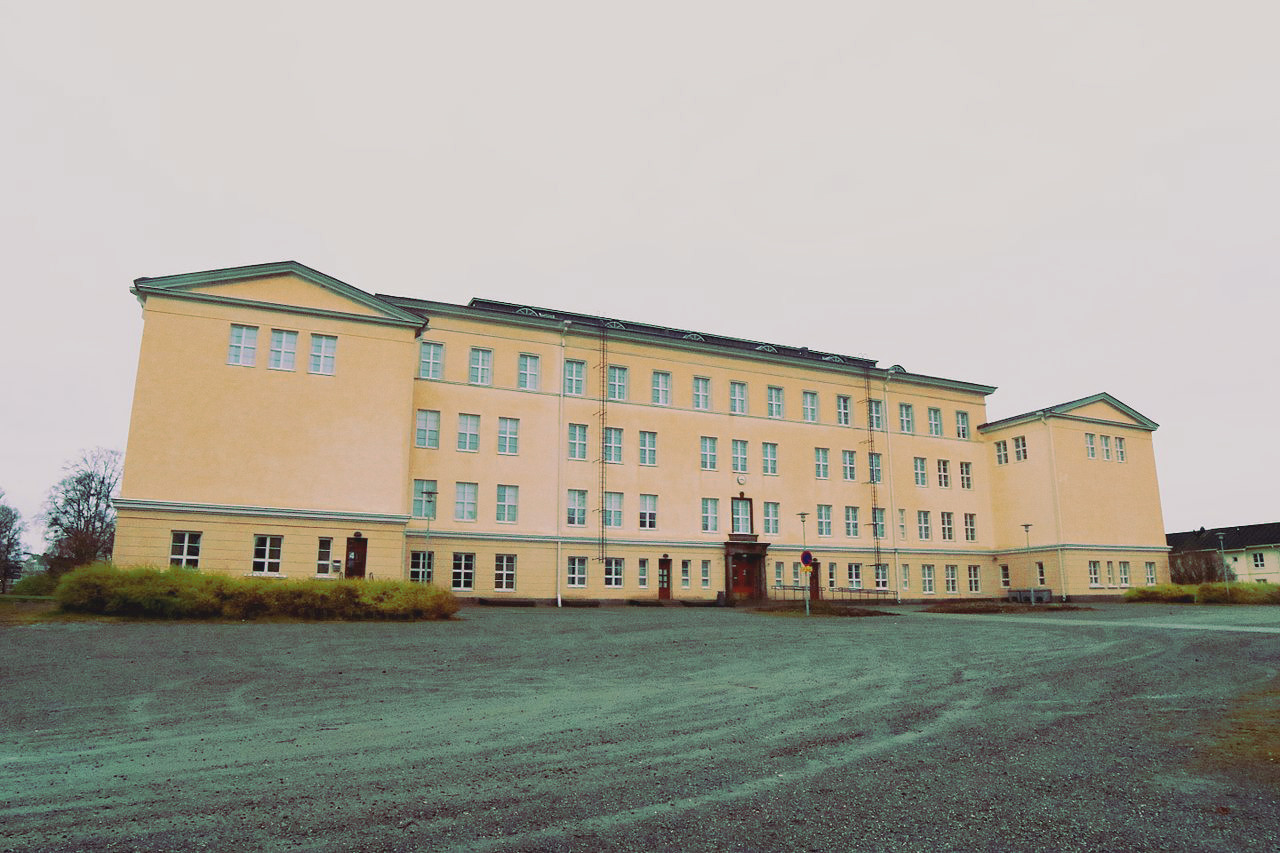
Le lycée.
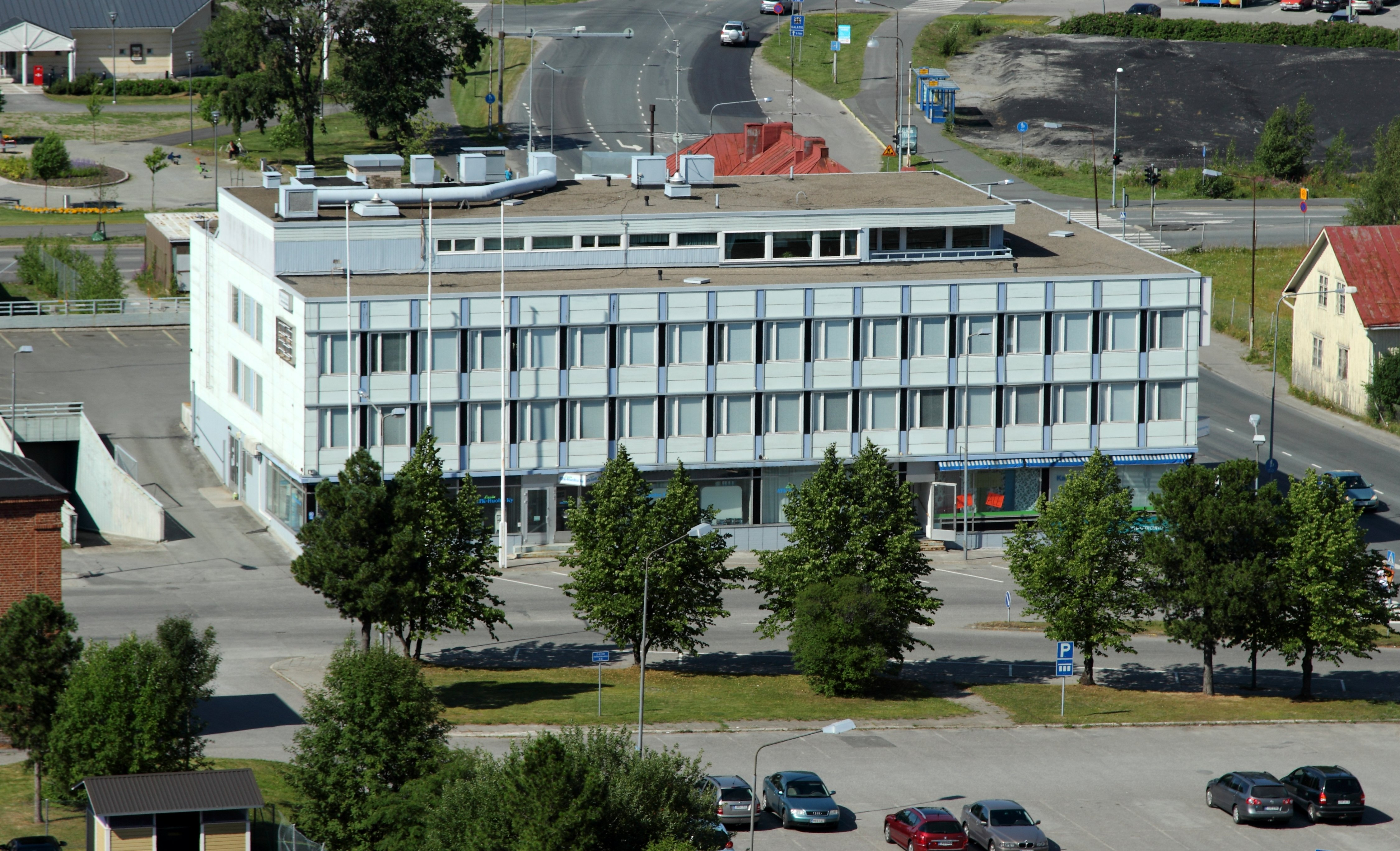
Kauppakatu 5.